# Нич, Грегор Вильгельм
Гре́гор Вильге́льм Нич (нем. Gregor Wilhelm Nitzsch; 22 ноября 1790, Виттенберг  — 22 июля 1861, Лейпциг) — немецкий классический филолог.

## Биография
Грегор родился в городе Виттенберге. Его отцом был протестантский богослов — Карл Людвиг Нич; перед рождением своего сына, Карл Людвиг был пастором и суперинтендентом в Борне; а когда родился Грегор в 1790 году, то Карл Людвиг стал профессором в Виттенберге; позже Карл Людвиг в 1817 году был первым директором Королевской прусской Евангельской Семинарии Богословия в Виттенберге. Матерью Грегора Вильгельма была Луиза Элеонора Гаттлибе Вернсдорф (нем. Luise Elenore Gottliebe Wernsdorf). Старшими братьями Грегора Вильгельма были Нич, Христиан Людвиг — зоолог и Нич, Карл Иммануэль —  известный протестантский богослов и писатель.
Грегор учился в Земельной школе Пфорта с 1806 по 1812 год, после окончания школы Грегор поступил в Виттенбергский университет, чтобы изучать богословие, однако в дальнейшем Грегора заинтересовала больше классическая филология.
Во время Войны шестой коалиции Грегор принимал участие в боевых действиях во Фландрии и Северной Франции, после окончания войны и демобилизации Грегор, в июне 1814 года, стал преподавателем в Виттенбергском колледже. В 1817 году Нич переехал  Цербст, где в гимназии «Francisceum» он — преподаватель и заместитель директора — «конректор» (нем. Konrektor). В 1820 году Грегор вернулся в качестве конректора в школу Виттенберга. Грегор Вильгельм начал публиковать свои первые работы  по филологии, а в 1827 году он был приглашён и стал профессором на кафедре классической филологии и красноречия в Кильском университете, где он преподавал античную литературу, в том же году Грегор стал доктором филологии.
Он организовал местный семинар с концепцией нового христианского гуманизма и занимал должность инспектора в Шлезвиг-Гольштейне. В 1837 году он вступил в Общество наук в Геттингене, в 1836 году стал членом Датской королевской академии наук. Во время революции 1848 года Нич оставил своё членство в академии наук и отказался от ордена Орден Данеброг, демонстрируя свою прогерманскую позицию, за это датское правительство выгнало Нича в 1852 году из Кильского университета. В зимнем семестре 1852 года  Нич становится профессором  Лейпцигского университета, где преподавал античную литературу до своей смерти. 
Сын Грегора — Нич, Карл Вильгельм (1818–1880) — немецкий историк.
Нич в своих исследованиях подробно изучил структуру поэм Гомера Илиада и Одиссея. 

## Сочинения
- Platonischer Dialog Ion. 1822.
- Quaestiones Homericae. 1824.
- Erklärenden Anmerkungen zu Homers Odyssee. 3 Bände, 1826–1840. Band 2; Band 3
- De historia Homeri maximeque de scriptorum carminum aetate meletemata 1830–1837.
- Die Heldensage der Griechen nach ihrer natürlichen Geltung. 1841.
- Die Sagenpoesie der Griechen kritisch dargestellt. 3 Bände, 1852. Band 3
- Betrachtung  zur Geschichte der epischen Poesie der Griechen. 1862.